# Francisco Javier Sití
Francisco Javier Sití, (Misiones, Virreinato del Río de la Plata, c. 1780 - Bella Unión, Uruguay, c. 1835) fue un cacique guaraní que se destacó en la guerra de la independencia de la Argentina y en los enfrentamientos contra los invasores brasileños alrededor del año 1820.
Sus inicios y su pueblo de origen son desconocidos; tenía una educación superior a las de sus compañeros indígenas, y sabía leer y escribir.

## El segundo de Andrés Guazurarí
Después del acuerdo entre el Primer Triunvirato y los realistas, el caudillo oriental José Artigas se retiró con su ejército y gran parte el pueblo de la campaña oriental hacia el noroeste, dando lugar al éxodo oriental e instalándose en la margen occidental del río Uruguay (San Antonio del Salto Chico, hoy Concordia). Allí se le unieron muchos indígenas misioneros, dirigidos por el ahijado del caudillo, Andrés Guazurarí, también conocido como Andresito Artigas. Entre ellos estaba Sití, que se destacó como un oficial eficaz y valiente. Participó en el segundo sitio de Montevideo y luego en la defensa contra las invasiones portuguesas desde Brasil.
Fue uno de los jefes más destacados en la campaña de 1816, en la que Guazurarí tomó el control de la Gobernación de las Misiones Guaraníes, y el más importante de sus oficiales. Participó también en la toma de Corrientes en 1818; durante esa campaña tomó la villa de Goya, desde la cual embarcó a sus tropas en la primera flotilla federal, comandada por el irlandés Pedro Campbell.
De regreso en Misiones, organizó las tropas guaraníes mientras Guazurarí permanecía en Corrientes, dando forma y armas a su ejército guaraní-correntino.

## Gobernador de Misiones
Participó en la campaña de 1819 sobre las Misiones Orientales, y quedó al mando de los restos del ejército misionero cuando Guazurarí fue capturado. Tras un breve gobierno de Pantaleón Sotelo, se sublevó contra él y ocupó el cargo de gobernador de Misiones por orden de Artigas (Sotelo murió en la batalla de Tacuarembó, a principios de 1820). Era una provincia desorganizada, pero los indígenas lo seguían en sus campañas militares.
Apoyó la campaña de Artigas en la provincia de Entre Ríos, incluso durante las primeras batallas contra Francisco Ramírez, pero cuando Artigas fue derrotado en dos o tres batallas se pasó al bando del entrerriano. Enfrentó y derrotó al caudillo oriental en la batalla de Cambay, la última del fundador del federalismo argentino.
Ramírez lo reconoció como gobernador de Misiones  y firmó un tratado por el que desligaba a los misioneros del servicio militar por diez años. Pero a los pocos meses, el Supremo decidió pedir oficiales y soldados guaraníes para atacar a Santa Fe. Sití se negó a obedecer y cruzó el río Uruguay, mientras Ramírez lo reemplazaba por el coronel Félix de Aguirre. Ramírez no volvería de esa campaña y Misiones nunca volvería a tener un gobernador indígena.

## La desaparición de los guaraníes misioneros
El cacique guaraní estaba muy limitado en sus opciones políticas, porque sus hombres se le estaban muriendo de hambre. De modo que se puso bajo la protección del Brasil y se hizo oficial del ejército brasileño, segundo jefe de un regimiento de servicio en las Misiones Orientales, con el grado de mayor.
Cuando, en 1828, el general Fructuoso Rivera invadió las Misiones Orientales, se pasó a las fuerzas de éste con todos sus soldados y lo ayudó a organizar la nueva provincia. Pero debieron retirarse a fin de ese mismo año, porque el tratado de paz que firmó Buenos Aires con el Brasil le devolvía las Misiones al Imperio.
Se instaló con la mayoría de los guaraníes en Bella Unión, y fue el jefe del regimiento que se estableció allí. Más tarde se retiró del servicio militar y desapareció de la historia.
Se supone que falleció hacia 1835 cerca de Bella Unión, en Uruguay.